# Diagrama de Hanes

Hanes–Woolf plot

En bioquímica, el diagrama Hanes–Woolf se emplea como herramienta gráfica para calcular los parámetros cinéticos de una enzima. En él se representa la relación concentración de sustrato/velocidad de reacción frente a la concentración de sustrato [S]. Es una de las formas de linealizar la ecuación de Michaelis-Menten.
{\displaystyle {[S] \over v}={[S] \over V_{\max }}+{K_{m} \over V_{\max }}}
donde V es la velocidad de reacción, Km es la constante de Michaelis-Menten, Vmax es la velocidad máxima, y [S] es la concentración de sustrato.
La ecuación se puede obtener a partir de la de Michaelis siguiendo los siguientes pasos:
{\displaystyle v={{V_{\max[}S]} \over {K_{m}+[S]}}}
Inviertiendo y multiplicando por [S]:
{\displaystyle {[S] \over v}={{[S](K_{m}+[S])} \over {V_{\max[}S]}}={{K_{m}+[S]} \over {V_{\max }}}}
Reordenando:
{\displaystyle {[S] \over v}={1 \over V_{\max }}[S]+{K_{m} \over V_{\max }}}
La representación gráfica de Hanes permite identificar el Km y Vmax; el punto de corte con el eje de ordenadas es el equivalente a Km/Vmax, y el de abscisas es el valor de −Km.